# François Franck
François Franck (* 14. September 1904; † 6. August 1965) war ein belgischer Eishockeynationalspieler. 

## Karriere
François Franck nahm für die belgische Nationalmannschaft an den Olympischen Winterspielen 1924 in Chamonix und 1928 in St. Moritz teil. Mit seinem Team belegte er bei den Winterspielen 1924 den siebten und somit letzten Platz. Er selbst kam im Turnierverlauf in drei Spielen zum Einsatz. 1928 belegte er mit seiner Mannschaft den achten von 12 Rängen und kam erneut zu drei Einsätzen. Auf Vereinsebene spielte er für den Cercle Patineurs Anvers in Antwerpen. 